# Sorbus pekarovae
Sorbus pekarovae är en rosväxtart som beskrevs av J. Májovsk, D. Bernátová. Sorbus pekarovae ingår i släktet oxlar, och familjen rosväxter. Inga underarter finns listade i Catalogue of Life.